# Hiroaki Hidaka
Hiroaki Hidaka (Japans: 日高 広明, Hidaka Hiroaki) (1962 - 25 december 2006) was een Japanse seriemoordenaar die werd veroordeeld voor de moorden op drie vrouwen en één meisje.
Hidaka wurgde in april 1996 een 16-jarig meisje in zijn taxi om zo 45.000 yen van haar te stelen. In augustus van datzelfde jaar deed hij hetzelfde met drie vrouwen tussen de 23 en 45 jaar oud.
Nadat Hidaka op in februari 2000 ter dood veroordeeld werd, liet het gerecht in Hiroshima hem op eerste kerstdag 2006 ophangen.